# Altaarstuk van de Santa Maria in Porto
Het Altaarstuk van de Santa Maria in Porto (Italiaans: Pala di Santa Maria in Porto) is een schilderij van Ercole de' Roberti uit 1479-81. Sinds 1811 maakt het deel uit van de collectie van de Pinacoteca di Brera in Milaan.

## Geschiedenis
Het grote altaarstuk werd gemaakt voor de Santa Maria in Porto Fuori bij Ravenna. Deze kerk werd bestuurd door de Reguliere Kanunniken van Lateranen, een Augustijner orde. In de zestiende eeuw werd het schilderij overgebracht naar de Sint-Franciscusbasiliek in Ravenna. Tijdens de bezetting door de troepen van Napoleon werd het gevorderd en in 1811 naar de pinacotheek in Milaan gestuurd. 

## Voorstelling
Het altaarstuk, een voorbeeld van een sacra conversazione, valt op door zijn bijzondere architectuur, met name het hoge achthoekig podium waarop de troon van de Maagd staat. Op de basis van dit podium schilderde Ercole de' Roberti reliëfs met afbeeldingen van de Kindermoord van Bethlehem, de Aanbidding der Koningen en de Presentatie van Jezus in de tempel. Deze versiering is geïnspireerd op Donatello's bronzen reliëfs op het altaar van de Sint-Antoniusbasiliek in Padua.
Op deze basis staan enkele ranke zuilen die versierd zijn met slingers, schijven en marmeren ringen. Op de achtergrond is een stormachtig zeegezicht te zien. Dit verwijst naar de legende over de stichting van de Santa Maria in Porto. Toen de kruisvaarder Pietro degli Onesti in een zware storm terecht kwam, beloofde hij aan Maria dat hij een grote kerk zou stichten als hij de schipbreuk zou overleven. 
Op het podium zit Maria met haar Kind op een hoge troon in de vorm van een nis met geschilderde reliëfs. Onder haar voeten ligt een kostbaar tapijt. Twee rode gordijnen omlijsten de compositie. Naast Maria zijn nog twee bekende moeders uit de Bijbel te zien: Anna, de moeder van Maria (links) en Elisabet, de moeder van Johannes de Doper (rechts). Anna reikt naar een vogeltje dat Christus in zijn hand houdt. De heilige Augustinus, beschermer van de Lateraanse orde, en de zalige Pietro degli Onesti, stichter van de orde, staan links en rechts naast het podium. Alle figuren staan in een loggia die versierd is met cherubijnen en rozetten. Op de zwikken zijn Simson met een ezelskaak en David met het hoofd van Goliat afgebeeld.
Rond 1475 introduceerde Antonello da Messina een nieuwe compositie voor een sacra conversazione. Op zijn altaarstuk van San Cassiano zijn de personages gerangschikt in een piramide met de hoge troon van Maria bovenaan. De' Roberti's altaarstuk is een goed voorbeeld van de navolging die dit voorbeeld in Noord-Italië vond. Hij maakte het lichaam van Maria onnatuurlijk lang om de driehoek in de compositie het best tot zijn recht te laten komen. De' Roberti creëerde zo een werk van grote monumentaliteit, waarin de figuren een klassieke kalmte uitstralen, die doet denken aan het werk van Giovanni Bellini. De uitbundigere stijl uit zijn jeugd keert alleen in de versiering terug. 

## Afbeeldingen

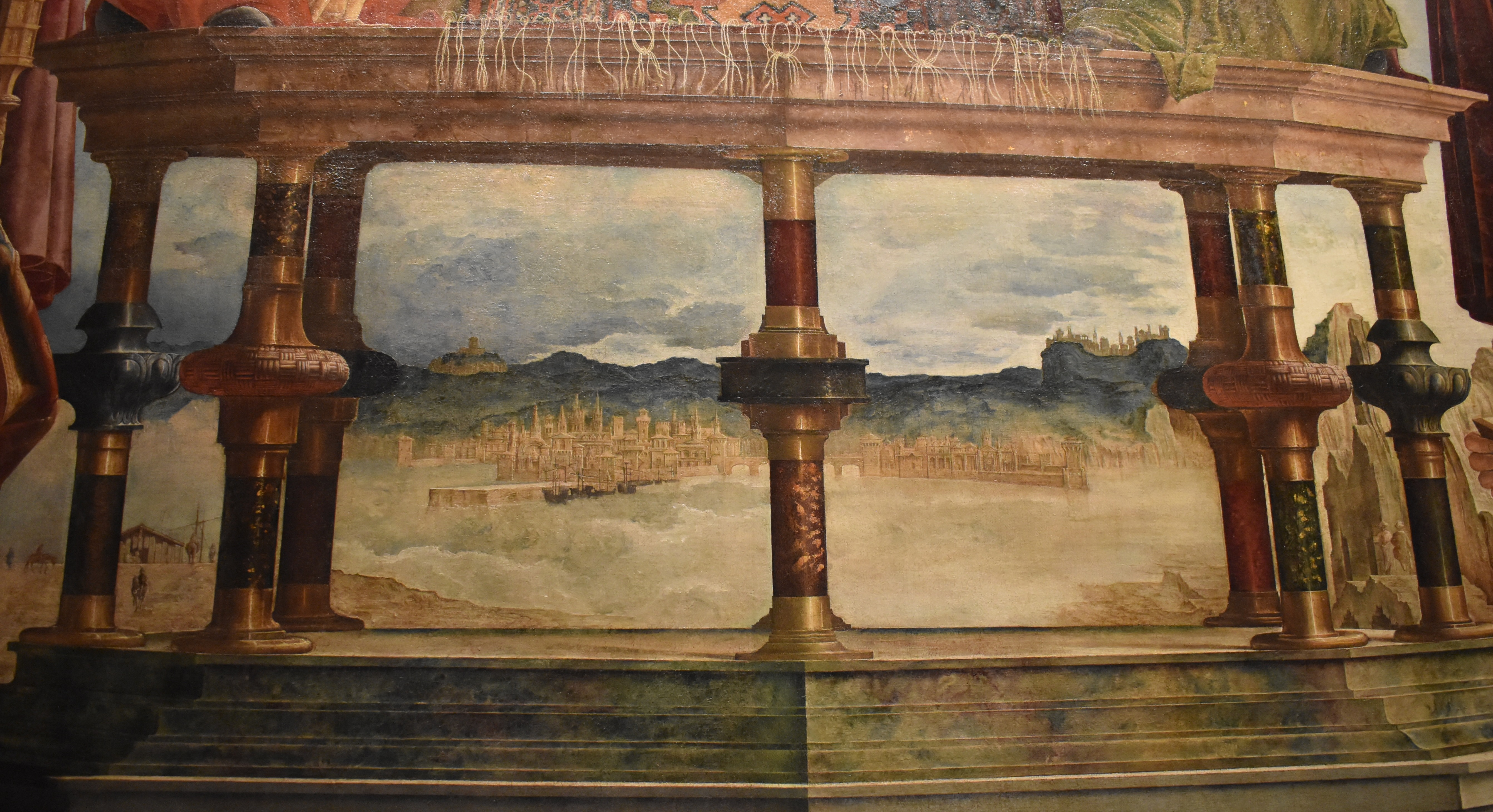
Detail
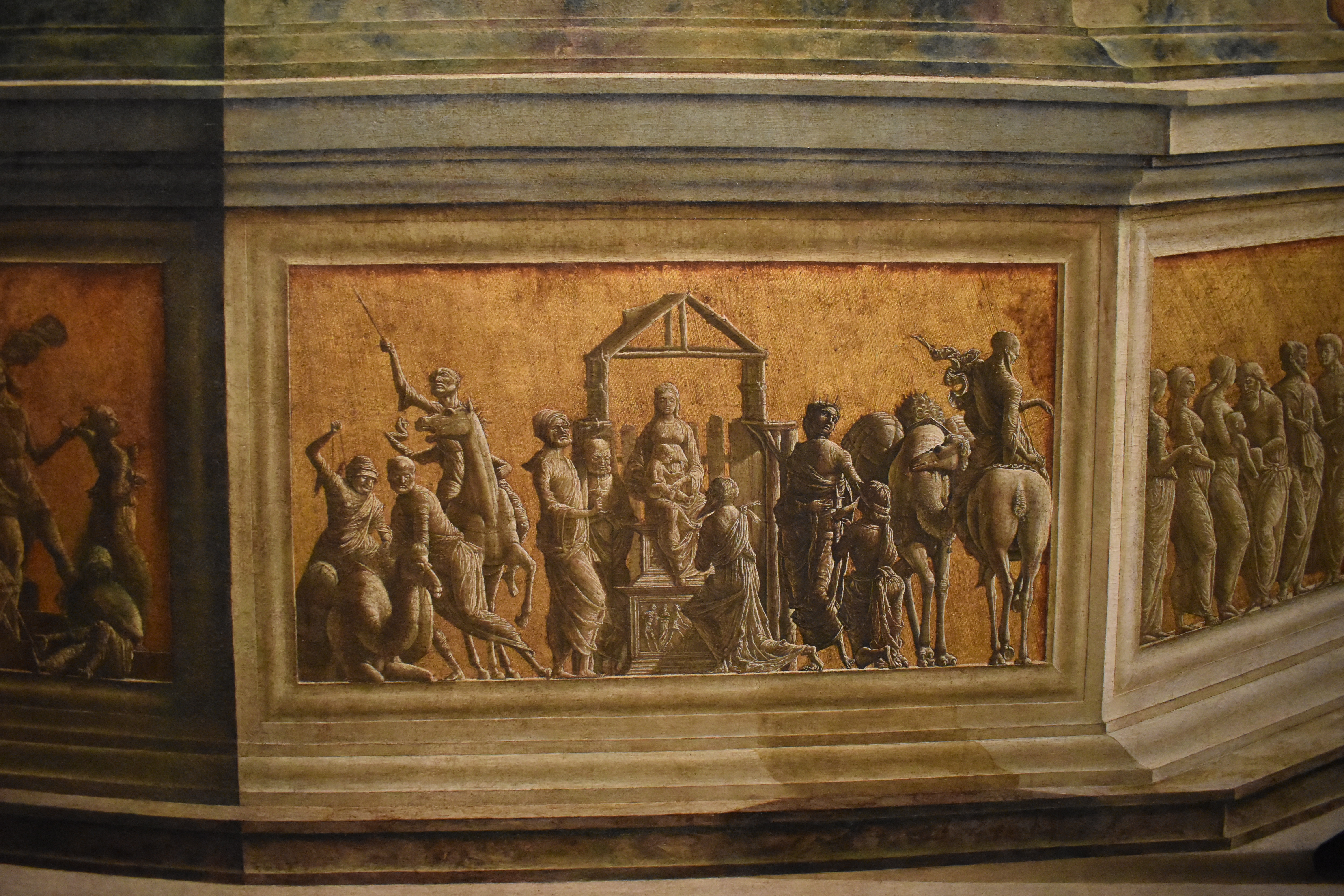
Detail, Aanbidding der Koningen
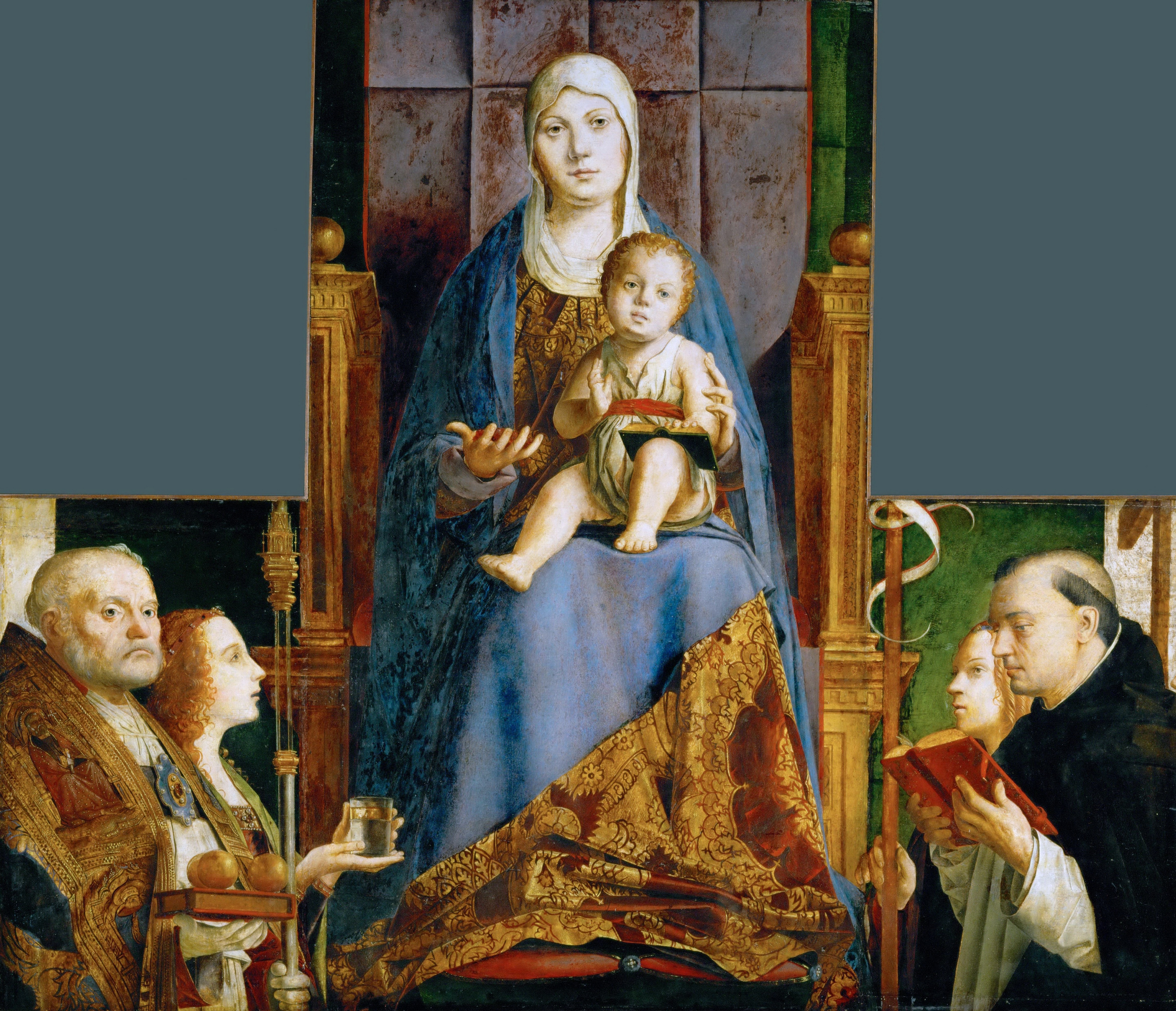
Altaarstuk van San Cassiano - Antonello da Messina